# 邓自辛
邓自辛，清朝人，是一名清朝政治人物。
邓自辛曾于接替齐赞枢任漳州府知府一职，由钱震朗接任。